# Ornhac
Ornhac de l'Avenc (en francès Orgnac-l'Aven) és un municipi francès situat al departament de l'Ardecha i a la regió d'Alvèrnia-Roine-Alps. L'any 2007 tenia 509 habitants.

## Demografia

### Població
El 2007 la població de fet d'Orgnac-l'Aven era de 509 persones. Hi havia 221 famílies de les quals 61 eren unipersonals (22 homes vivint sols i 39 dones vivint soles), 82 parelles sense fills, 69 parelles amb fills i 9 famílies monoparentals amb fills.
La població ha evolucionat segons el següent gràfic:
Habitants censats

### Habitatges
El 2007 hi havia 399 habitatges, 220 eren l'habitatge principal de la família, 159 eren segones residències i 19 estaven desocupats. 276 eren cases i 72 eren apartaments. Dels 220 habitatges principals, 138 estaven ocupats pels seus propietaris, 63 estaven llogats i ocupats pels llogaters i 19 estaven cedits a títol gratuït; 6 tenien una cambra, 18 en tenien dues, 54 en tenien tres, 74 en tenien quatre i 68 en tenien cinc o més. 188 habitatges disposaven pel capbaix d'una plaça de pàrquing. A 100 habitatges hi havia un automòbil i a 105 n'hi havia dos o més.

### Piràmide de població
La piràmide de població per edats i sexe el 2009 era:
| Homes | Edats   | Dones |
| ----- | ------- | ----- |
| 4     | 95 o +  | 0     |
| 4     | 90 a 94 | 0     |
| 0     | 85 a 89 | 4     |
| 4     | 80 a 84 | 0     |
| 12    | 75 a 79 | 4     |
| 8     | 70 a 74 | 4     |
| 16    | 65 a 69 | 12    |
| 20    | 60 a 64 | 16    |
| 12    | 55 a 59 | 12    |
| 4     | 50 a 54 | 8     |
| 8     | 45 a 49 | 8     |
| 24    | 40 a 44 | 8     |
| 20    | 35 a 39 | 12    |
| 8     | 30 a 34 | 12    |
| 4     | 25 a 29 | 4     |
| 4     | 20 a 24 | 8     |
| 8     | 15 a 19 | 0     |
| 12    | 10 a 14 | 4     |
| 8     | 5 a 9   | 8     |
| 4     | 0 a 4   | 0     |

## Economia
El 2007 la població en edat de treballar era de 303 persones, 233 eren actives i 70 eren inactives. De les 233 persones actives 207 estaven ocupades (119 homes i 88 dones) i 26 estaven aturades (13 homes i 13 dones). De les 70 persones inactives 20 estaven jubilades, 16 estaven estudiant i 34 estaven classificades com a «altres inactius».

### Ingressos
El 2009 a Orgnac-l'Aven hi havia 207 unitats fiscals que integraven 480 persones, la mediana anual d'ingressos fiscals per persona era de 14.329 €.

### Activitats econòmiques
Dels 25 establiments que hi havia el 2007, 3 eren d'empreses alimentàries, 3 d'empreses de fabricació d'altres productes industrials, 6 d'empreses de construcció, 5 d'empreses de comerç i reparació d'automòbils, 4 d'empreses d'hostatgeria i restauració, 1 d'una empresa de serveis, 1 d'una entitat de l'administració pública i 2 d'empreses classificades com a «altres activitats de serveis».
Dels 7 establiments de servei als particulars que hi havia el 2009, 1 era un taller de reparació d'automòbils i de material agrícola, 1 paleta, 2 guixaires pintors, 1 lampisteria, 1 perruqueria i 1 restaurant.
Dels 4 establiments comercials que hi havia el 2009, 1 era una botiga de més de 120 m², 2 fleques i 1 una fleca.
L'any 2000 a Orgnac-l'Aven hi havia 28 explotacions agrícoles que ocupaven un total de 506 hectàrees.

## Equipaments sanitaris i escolars
El 2009 hi havia una escola elemental.

## Poblacions més properes
El següent diagrama mostra les poblacions més properes.